# A magyar labdarúgó-válogatott 2007. augusztus 22-i mérkőzése
A Magyarország – Olaszország barátságos mérkőzést 2007. augusztus 22-én rendezték meg a Puskás Ferenc Stadionban. A magyar válogatott Várhidi Péter kapitánykodása óta még veretlen volt a találkozó előtt hazai pályán, ami utána sem változott meg, így továbbra is 100%-osak hazai környezetben. A csapat ezzel a győzelmével hódította el a nem hivatalos labdarúgó-világbajnokságot, melyet a törökök elleni Eb-selejtezőig viselt.
Az olaszokat a világbajnokság óta a szerdai mérkőzést megelőzően csak a vb-döntős franciák tudták legyőzni: 2006. szeptember 6-án a gallok a Stade de France-ban, hasonlóan a mieinkhez 3-1-re verték el az azúrkékeket.
A mérkőzésen nem játszott alárendelt szerepben a magyar együttes, sorozatban dolgozta ki a helyzeteit. Az első félidő 0-0-s döntetlennel zárult. Azonban a második félidő elején az olaszok egy szerencsésnek mondható találattal megszerezték a vezetést Antonio Di Natale révén, mindez a 49. perc eseménye volt. A hazai csapat nem adta fel, további támadásokat vezetett, aminek meg is lett az eredménye: előbb Juhász Roland szerzett parádés találatot a 61. percben, majd Gera Zoltán értékesítette a Priskin buktatásáért járó 11-est. Így a házigazda megfordította a mérkőzés eredményét a 65. percben. A 76. percben Feczesin Róbert adta meg a kegyelemdöfést a világbajnokoknak, Gera álompassza után könnyedén gurított a hálóba, kialakítva a 3-1-es végeredményt.
A győzelem minden szempontból bravúrosnak mondható: 42 év elteltével sikerült ismét diadalmaskodni a squadra azzura felett.
A találkozóról a legtöbb európai napilap beszámolt, nagy visszhangot váltott ki az olasz sajtón belül is. A tekintélyes Gazzetta dello Sport így számolt be az eseményről: „Érdemi tesztmérkőzés volt, hiszen a magyar válogatott hatékony és tetszetős futballjával megmutatta, hogy már felébredt évtizedes álmából. Zsinórban öt győzelem után megalázó vereséget szenvedett Olaszország, a meccs végén az eredményjelző a magyarok szempontjából tekintélyes 3-1-t mutatott. A magyarok már az első félidőben felülmúlták a squadra azzurrát a párharcokban, hátul remekül zártak össze, elöl pedig meglepően ügyes ellentámadásokra voltak képesek már az első játékrészben is (…) A magyar csapat a második félidőben végig jó ritmusban futballozott, a végén örömünnepbe torkollt a mérkőzés számukra. A meccs fordulópontja Filkor és Leandro beállása volt, ezután kezdődött a (magyar) tánc. A második gól után a magyarok vérszemet kaptak, s a teljesen indiszponált Cannavaro újabb nagy hibája után Feczesin mattolta a teljesen kiszolgáltatott Buffont. Tizenhét napja van Roberto Donadoninak, hogy életet leheljen fiaiba” – összegzett a sportnapilap.
„A Franciaország elleni Eb-selejtező előtt csúnya verést kapott Olaszország Budapesten. Elfogadható első félidő után Di Natale gólja illuzióba kergette az olaszokat, akik ellen a sokkal frissebb, és lelkesebb magyarok fordítani tudtak. A meccs végére a játék minden elemében fölénőtt az azúrkékeknek a magyar csapat.” – állt a Corriere della Sera hasábjain.
A La Repubblica a következőképpen fejtette ki a véleményét: „kínos zakó született a magyarok ellen, ami rányomja a bélyegét a franciák elleni felkészülésre. Diszkrét első félidő után a folytatásban vakvágányra került az olasz válogatott, aminek sima vereség lett a vége.”
Azonban a legtalálóbban a Datasport összegezte a találkozót: „Az olasz csapat beleveszett a Dunába.”
A magyar–olasz örökmérleg a következőképpen alakult a mérkőzést követően: 34 találkozón 9 magyar győzelem, 16 olasz diadal és 9 döntetlen, a gólkülönbség 63-56 az olaszok javára.

## Mérkőzés adatok
| 2007. augusztus 22. 20:50 (CEST) | Magyarország                                | 3 – 1                 | Olaszország   | Puskás Ferenc Stadion, Budapest Nézőszám: 34 900 Játékvezető: Manuel Mejuto González (spanyol) Tv: RTL Klub |
| 2007. augusztus 22. 20:50 (CEST) | Juhász 61' Gera 65' (11-esből) Feczesin 76' | (0 – 0) (Jegyzőkönyv) | Di Natale 49' | Puskás Ferenc Stadion, Budapest Nézőszám: 34 900 Játékvezető: Manuel Mejuto González (spanyol) Tv: RTL Klub |

| Magyarország | Olaszország |

| MAGYARORSZÁG:        |    |                    |  |       |
|                      |    |                    |  |       |
| GK                   | 1  | Fülöp Márton       |  |       |
| RM                   | 2  | Vass Ádám          |  |       |
| CB                   | 3  | Vaskó Tamás        |  |       |
| CB                   | 4  | Juhász Roland      |  |       |
| RB                   | 5  | Szélesi Zoltán     |  |       |
| LB                   | 6  | Vanczák Vilmos     |  | 73'   |
| LW                   | 7  | Dzsudzsák Balázs   |  | 82'   |
| LM                   | 8  | Tőzsér Dániel      |  | 59'   |
| CF                   | 9  | Priskin Tamás      |  | 73'   |
| AM                   | 10 | Hajnal Tamás       |  | 59'   |
| RW                   | 11 | Gera Zoltán (c)    |  | 90+2' |
| Cserék:              |    |                    |  |       |
| GK                   | 12 | Balogh János       |  |       |
| DF                   | 13 | Csizmadia Csaba    |  | 73'   |
| FW                   | 14 | Feczesin Róbert    |  | 73'   |
| MF                   | 15 | Buzsáky Ákos       |  | 90+2' |
| MF                   | 16 | Leandro de Almeida |  | 59'   |
| MF                   | 17 | Filkor Attila      |  | 59'   |
| MF                   | 18 | Halmosi Péter      |  | 82'   |
| MF                   | 19 | Pintér Ádám        |  |       |
| MF                   | 20 | Tóth Balázs        |  |       |
| Szövetségi kapitány: |    |                    |  |       |
| Várhidi Péter        |    |                    |  |       |

| OLASZORSZÁG:         |    |                      |  |             |
|                      |    |                      |  |             |
| GK                   | 1  | Gianluigi Buffon     |  |             |
| LB                   | 4  | Massimo Ambrosini    |  |             |
| CB                   | 5  | Fabio Cannavaro (c)  |  |             |
| CB                   | 7  | Alessandro Del Piero |  | a szünetben |
| CF                   | 9  | Luca Toni            |  | a szünetben |
| RB                   | 19 | Gianluca Zambrotta   |  |             |
| AM                   | 20 | Alberto Aquilani     |  | 66'         |
| LW                   | 21 | Andrea Pirlo         |  |             |
| RM                   | 22 | Massimo Oddo         |  | a szünetben |
| CB                   | 23 | Marco Materazzi      |  | a szünetben |
| RW                   | 27 | Fabio Quagliarella   |  |             |
| Cserék:              |    |                      |  |             |
| DF                   | 2  | Cristian Zaccardo    |  |             |
| DF                   | 3  | Fabio Grosso         |  | a szünetben |
| DF                   | 6  | Andrea Barzagli      |  | a szünetben |
| MF                   | 8  | Gennaro Gattuso      |  |             |
| FW                   | 11 | Antonio Di Natale    |  | a szünetben |
| GK                   | 12 | Gianluca Curci       |  |             |
| GK                   | 14 | Marco Amelia         |  |             |
| MF                   | 16 | Aimo Diana           |  |             |
| MF                   | 17 | Angelo Palombo       |  | 66'         |
| FW                   | 18 | Filippo Inzaghi      |  | a szünetben |
| Szövetségi kapitány: |    |                      |  |             |
| Roberto Donadoni     |    |                      |  |             |

| JÁTÉKVEZETŐK - Asszisztensek: - Juan Carlos Yuste Jimenez (spanyol) - Pedro Medina (spanyol) - 4. számú játékvezető: Hernandez (spanyol) | MÉRKŐZÉS SZABÁLYOK - 90 perc. - Tíz nevezett csere. - Maximum 6 cserelehetőség. |

## Mérkőzés statisztikák

### Első félidő
|                 | Magyaro. | Olaszo. |
| --------------- | -------- | ------- |
| Összes lövés    | 5        | 4       |
| Lövés kapura    | 2        | 3       |
| Szöglet         | 2        | 1       |
| Szabálytalanság | 16       | 7       |
| Les             | 1        | 1       |
| Sárga lap       | 0        | 0       |
| Kiállítás       | 0        | 0       |

### Második félidő
|                 | Magyaro. | Olaszo. |
| --------------- | -------- | ------- |
| Összes lövés    | 5        | 5       |
| Lövés kapura    | 5        | 1       |
| Szöglet         | 4        | 5       |
| Szabálytalanság | 11       | 6       |
| Les             | 0        | 3       |
| Sárga lap       | 0        | 0       |
| Kiállítás       | 0        | 0       |

### Összes
|                 | Magyaro. | Olaszo. |
| --------------- | -------- | ------- |
| Összes lövés    | 10       | 9       |
| Lövés kapura    | 7        | 4       |
| Szöglet         | 4        | 2       |
| Szabálytalanság | 27       | 13      |
| Les             | 1        | 4       |
| Sárga lap       | 0        | 0       |
| Kiállítás       | 0        | 0       |